# Hotel Panafrica
El Hotel Panafrica es un hotel situado en la ciudad costera de  Bata, en el país africano de Guinea Ecuatorial. El hotel ha sido citado como uno de los mejores del país, con vistas a la playa, en la Calle Onu en la Playa de los Cocoteros. Un poco más al sur del hotel se encuentra el Estadio La Libertad, el estadio de Bata. Se dice que El hotel tiene la particularidad de criar sus propios pollos.